# Râul Călugărul, Horăița
Râul Călugărul este un curs de apă, afluent al râului Horăița. 

## Hărți
- Parcul Vânători-Neamț